# Karl Biedermann

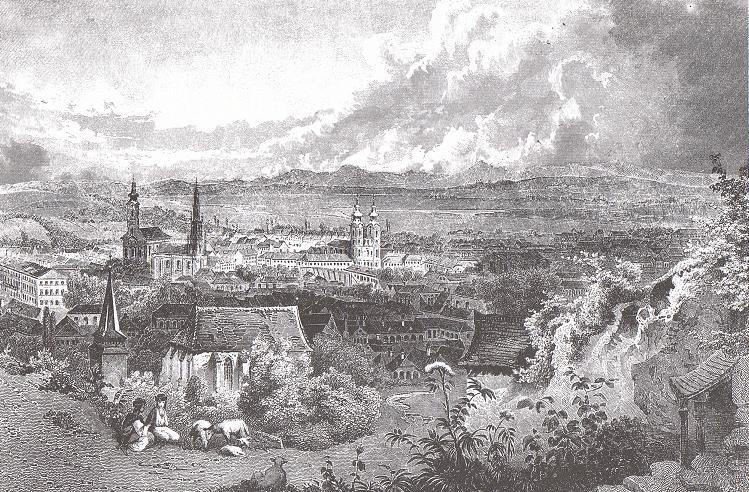
Miskolc alrededor de 1840

Karl Biedermann (Miskolc, Imperio austrohúngaro, 11 de agosto de 1890 - Viena, 8 de abril de 1945) fue comandante del Heimwehr austriaco, mayor de la Wehrmacht alemana y miembro de la resistencia militar contra el nacionalsocialismo. 

## Primeros años
Después de asistir a la Academia de Cadetes de Traiskirchen, Karl Biederman entró al servicio del Ejército austrohúngaro en 1910. Al final de la Primera Guerra Mundial, había alcanzado el rango de capitán. Dos años después de la guerra fue dado de baja del servicio militar. En la vida civil fue funcionario de la Caja Postal de Ahorros Austriaca y se unió a varias asociaciones de extrema derecha paramilitar. 

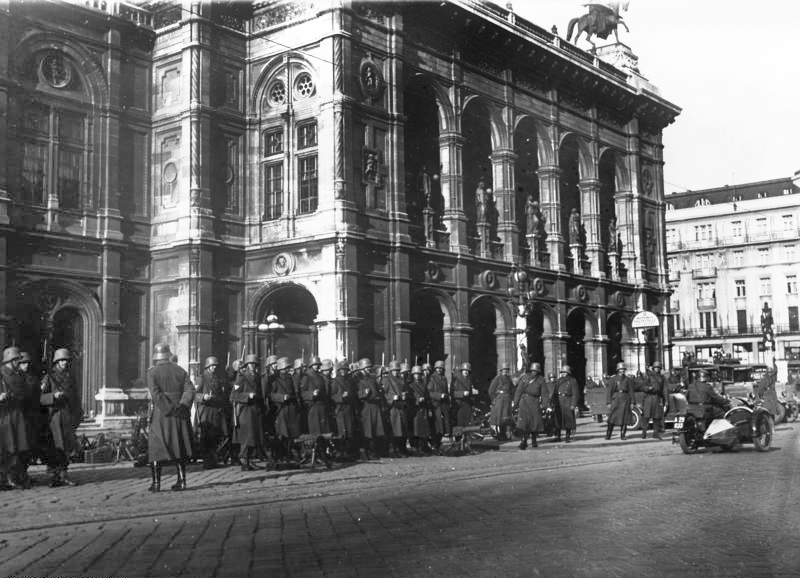
Soldados del Bundesheer delante de la Ópera estatal de Viena en 1934

 En febrero de 1934, Biedermann comandaba una compañía del Cuerpo Voluntario de Protección, una de las asociaciones pertenecientes al Heimwehr que servía como tropa auxiliar del Ejército federal austriaco. Desde este puesto, durante la guerra civil austriaca, participó activamente en la toma del emblemático edificio municipal vienés Karl Marx-Hof.
 
Después del Anschluss, en marzo de 1938, Biedermann ingresó en la Wehrmacht alemana. En 1940 fue ascendido a mayor. Durante la Segunda Guerra Mundial, tomó parte en la Batalla de Francia, en el Frente de los Balcanes y en la invasión de la Unión Soviética. En 1943 fue nombrado comandante de la Patrulla Militar de la Gran Viena, con funciones policiales.
Posteriormente, se unió al grupo de resistencia dirigido por el mayor Carl Szokoll y formado por miembros austriacos de la Wehrmacht encuadrados en el distrito militar XVII. 
Para la primavera de 1945 se había planificado la Operación Radetzky, cuyo objetivo consistía en facilitar al Ejército Rojo la liberación de Viena y evitar, en la medida de lo posible, la destrucción de la ciudad. La misión de Biedermann consistía en ocupar con sus tropas puestos clave de la ciudad e impedir la voladura de los puentes. 

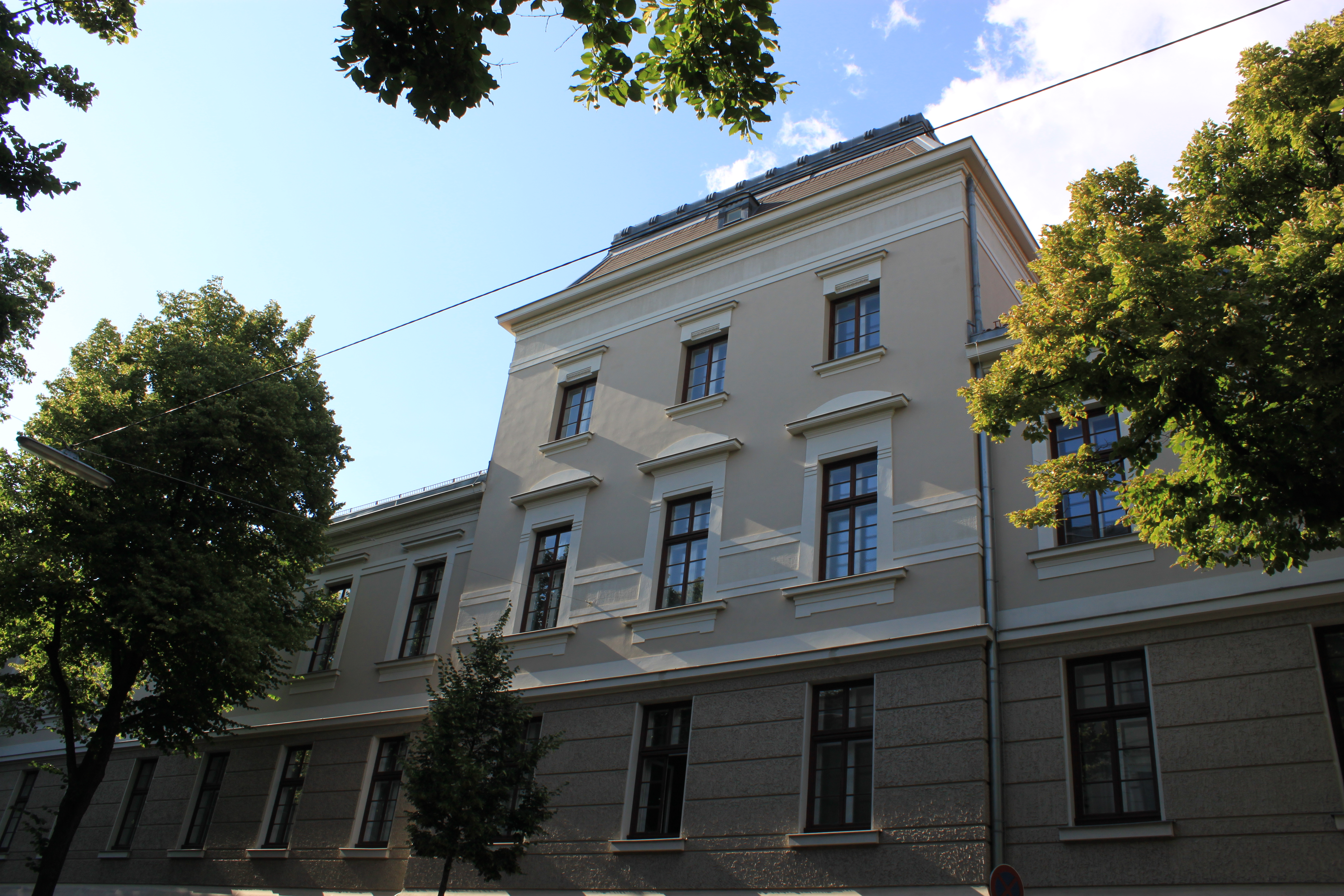
Cuartel Biedermann-Huth-Raschke en el distrito vienés de Penzing

Sin embargo, el 6 de abril, la Operación Radetzky ya había sido traicionada y descubierta. Biedermann fue arrestado en la noche del 5 al 6 de abril, llevado ante una corte marcial y condenado a muerte. El 8 de abril, Biedermann, junto con otros dos miembros de la resistencia, el capitán Alfred Huth y el teniente Rudolf Raschke, fueron ahorcados públicamente en la plaza Am Spitz de Floridsdorf. Rudolf Mildner, jefe vienés de la Policía de Seguridad y del Servicio de Seguridad se personó en el lugar de la ejecución, tomó el mando y dio las órdenes necesarias.
En 1967, el pequeño cuartel Breitenseer del distrito de Penzing (anteriormente conocido como cuartel de caballería del Emperador Francisco José), fue renombrado como Cuartel Biedermann-Huth-Raschke. En 1995, una calle de Floridsdorf fue llamada Karl Biedermann en su honor. 
Existe una famosa fotografía que muestra a Karl Biedermann inmediatamente después de su ejecución. En su pecho, así como en el de sus compañeros de conspiración, colgaban dos letreros con las siguientes palabras escritas:
«¡He pactado con los bolcheviques!».